# Gare d'Épinay-sur-Orge
Ne doit pas être confondu avec Gare d'Épinay-sur-Seine ou Gare d'Épinay - Villetaneuse.
La gare d'Épinay-sur-Orge est une gare ferroviaire française de la ligne de Paris-Austerlitz à Bordeaux-Saint-Jean, située sur le territoire de la commune d'Épinay-sur-Orge, dans le département de l'Essonne et la région Île-de-France.
Elle est mise en service en 1843 par la Compagnie du chemin de fer de Paris à Orléans (PO).
C'est une gare de la Société nationale des chemins de fer français (SNCF) desservie par des trains de la ligne C du réseau express régional d'Île-de-France (RER).

## Situation ferroviaire
Établie à 50 mètres d'altitude, la gare d'Épinay-sur-Orge est située au point kilométrique (PK) 23,544 de la ligne de Paris-Austerlitz à Bordeaux-Saint-Jean entre les gares de Savigny-sur-Orge et de Sainte-Geneviève-des-Bois.
À proximité de la gare, il existe un raccordement avec la ligne de la grande ceinture de Paris (Grande Ceinture). Dans la traversée de la gare, la ligne comportant quatre voies, les deux voies latérales disposent de quais pour la desserte et les deux voies centrales sont réservées aux trains sans arrêt.

## Histoire
La gare intermédiaire d'Épinay est mise en service le 5 mai 1843 par la Compagnie du chemin de fer de Paris à Orléans (PO), lorsqu'elle ouvre à l'exploitation les 102 kilomètres de Juvisy à Orléans, qui permettent la mise en exploitation de la totalité de la ligne de Paris à Orléans.
En 1864, le village d'Épinay-sur-Orge, desservi par la station, compte 553 habitants.

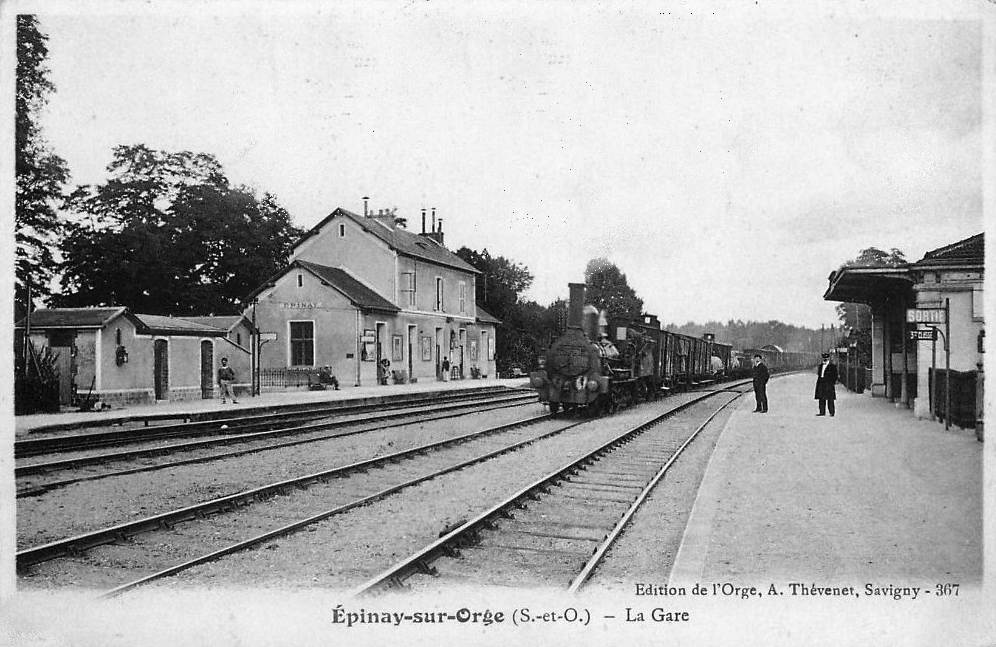
La gare après 1908 avec, déjà, quatre voies dont deux desservies par un quai.

En 1908, on double les voies de la ligne entre Juvisy et Brétigny, en prolongement de ce qui a été fait entre Paris et Juvisy en 1904. Cela porte à quatre le nombre de voies qui traversent la gare. Comme le montre la photo, ci-contre, seules deux voies sont desservies par un quai et un nouvel abri a été édifié sur le quai extérieur.
Depuis, la gare a conservé cette configuration ; l'électrification puis, en 1979, les aménagements pour l'arrivée des trains de la ligne C du RER, n'ont pas fondamentalement fait évoluer la disposition des installations.
Cette situation stable n'empêche pas des restaurations et les aménagements des accès. Le 19 novembre 2011 est inauguré l'aménagement des accès du quai 2, au sud de la gare. Pour un coût d'un million d'euros, l'accès a été totalement repris avec un escalier.

## Fréquentation
De 2015 à 2022, selon les estimations de la SNCF, la fréquentation annuelle de la gare s'élève aux nombres indiqués dans le tableau ci-dessous.

| Année     | 2015      | 2016      | 2017      | 2018      | 2019      | 2020    | 2021      | 2022      |
| --------- | --------- | --------- | --------- | --------- | --------- | ------- | --------- | --------- |
| Voyageurs | 2 902 925 | 2 889 983 | 2 860 910 | 2 779 352 | 2 707 994 | 955 407 | 2 095 084 | 2 236 797 |

## Service des voyageurs

### Accueil

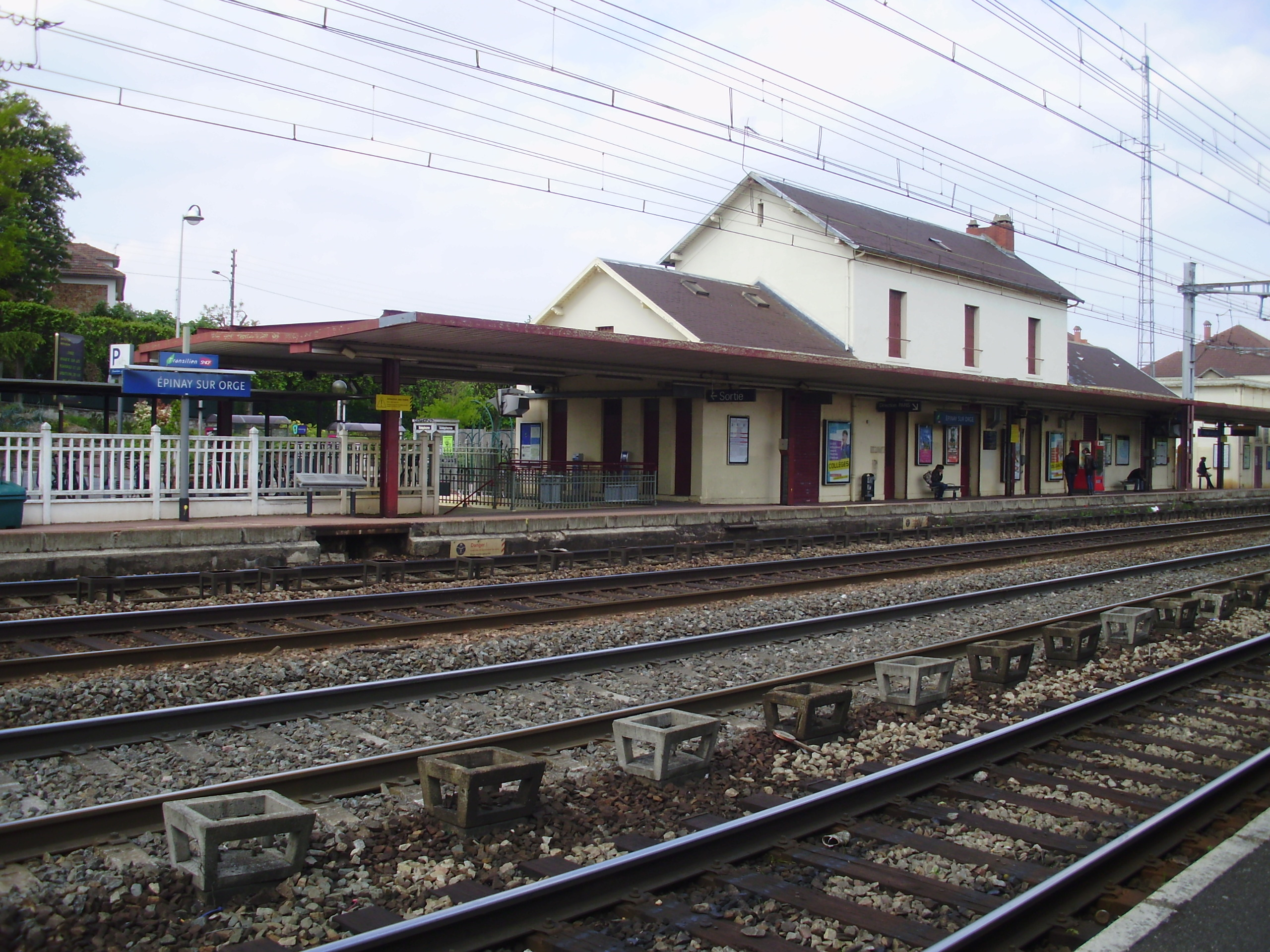
Le bâtiment voyageurs et les voies.

Gare SNCF du réseau de trains de banlieue Transilien, elle comprend un bâtiment voyageurs, avec guichet, ouvert tous les jours. Elle est équipée d'automates pour les achats de titres de transport Transilien, et d'un système d'information en temps réel sur les horaires des trains. C'est une gare avec des aménagements pour les personnes à mobilité réduite, notamment, des boucles magnétiques.
Deux souterrains permettent la traversée des voies et le passage d'un quai à l'autre.

### Desserte
La gare d'Épinay-sur-Orge est desservie par les trains de la ligne C du RER. 

### Intermodalité
Un parc pour les vélos et un parking pour les véhicules y sont aménagés.
La gare est desservie par : 
- les lignes 17, 114, 116, H et Q du réseau de bus Paris Saclay ;
- les lignes 4501, 4515 et 9118 du réseau de bus Cœur d'Essonne ;
- les lignes 4220 et 4280 du réseau de bus Évry Centre Essonne ;
- la ligne 385 du réseau de bus RATP ;
- la ligne TàD Cœur d'Essonne 4592 du service de transport à la demande d'Île-de-France ;
- et, la nuit, par la ligne N131 du réseau Noctilien.

Depuis le 10 décembre 2023, la gare est desservie par la ligne 12 du tramway, dont la station, au sud-ouest de la gare, est située sur la ligne de Massy - Palaiseau à Évry-Courcouronnes entre la gare de Petit Vaux et la station Parc du Château. Elle dessert directement le quartier des Rossays d'Épinay-sur-Orge, ainsi que la zone commerciale à proximité. 
Le sentier de grande randonnée de pays de la ceinture verte d'Île-de-France passe par la gare et continue au nord le long de l'Yvette et au sud vers la vallée de l'Orge.
Au départ de la gare, on trouve également un sentier non balisé d'environ 10 km qui permet de faire le tour de la commune en passant par des chemins et des rues préservés.

Galerie de photographies
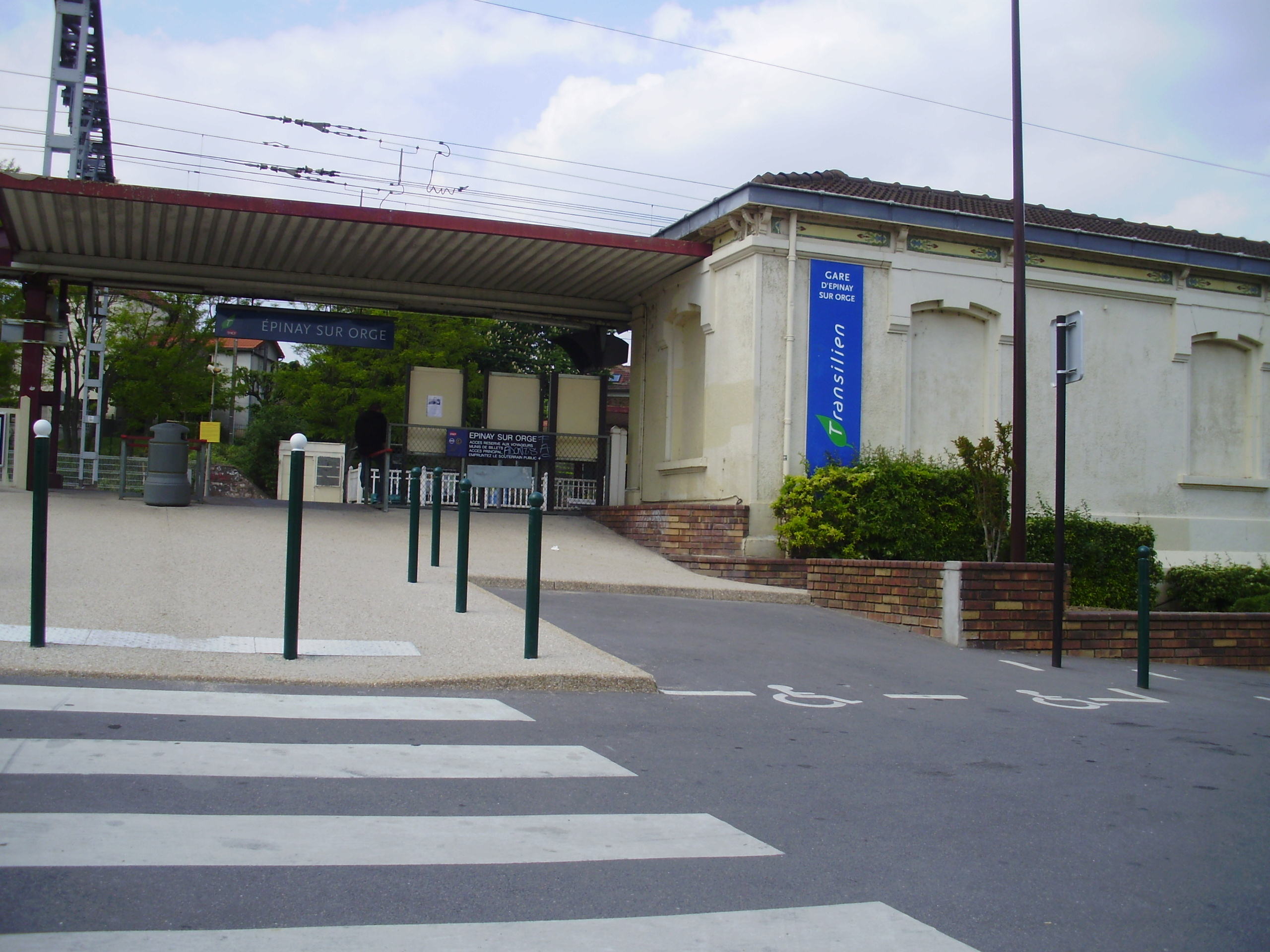
Accès sud.
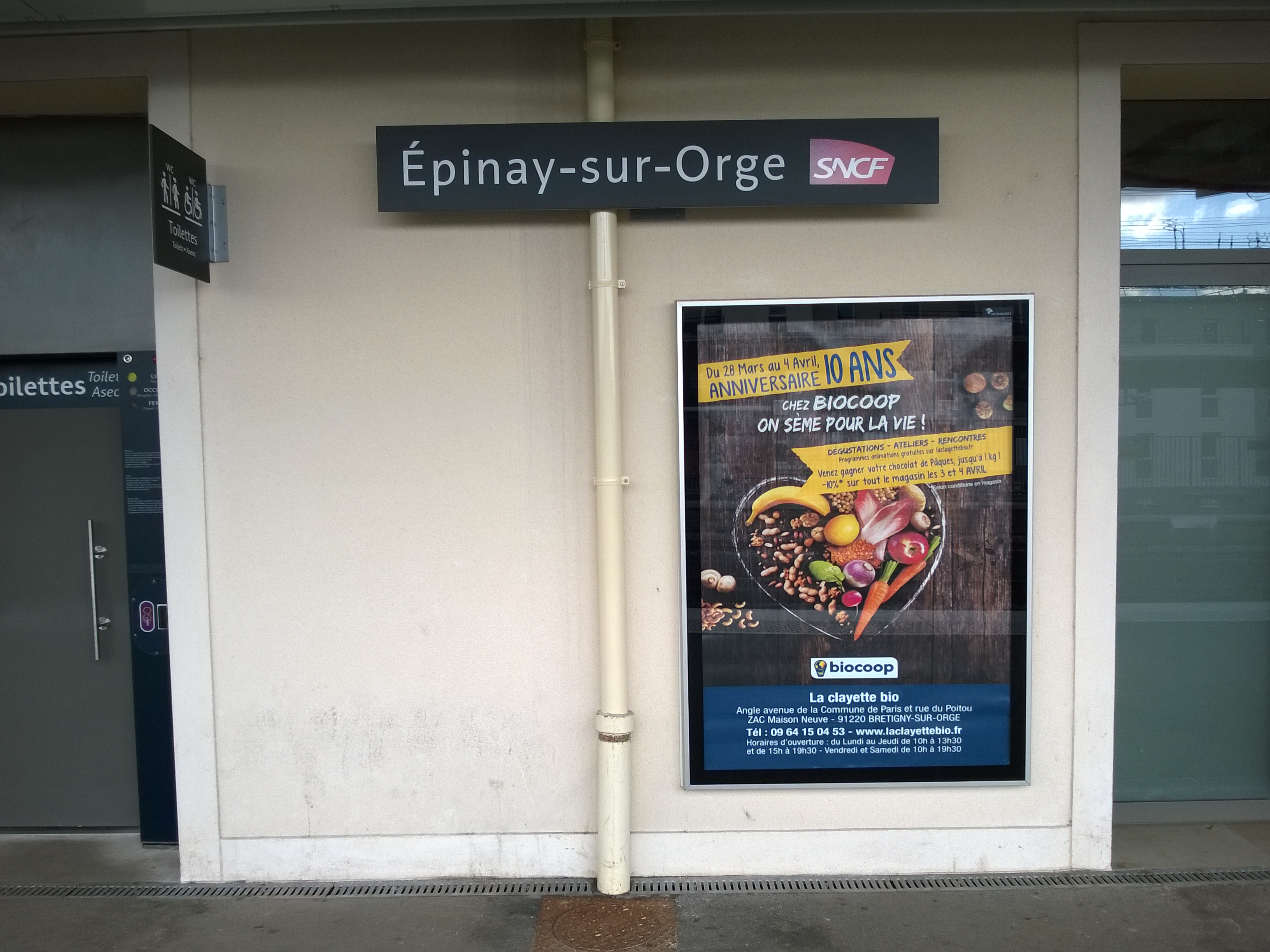
Signalisation de quai.
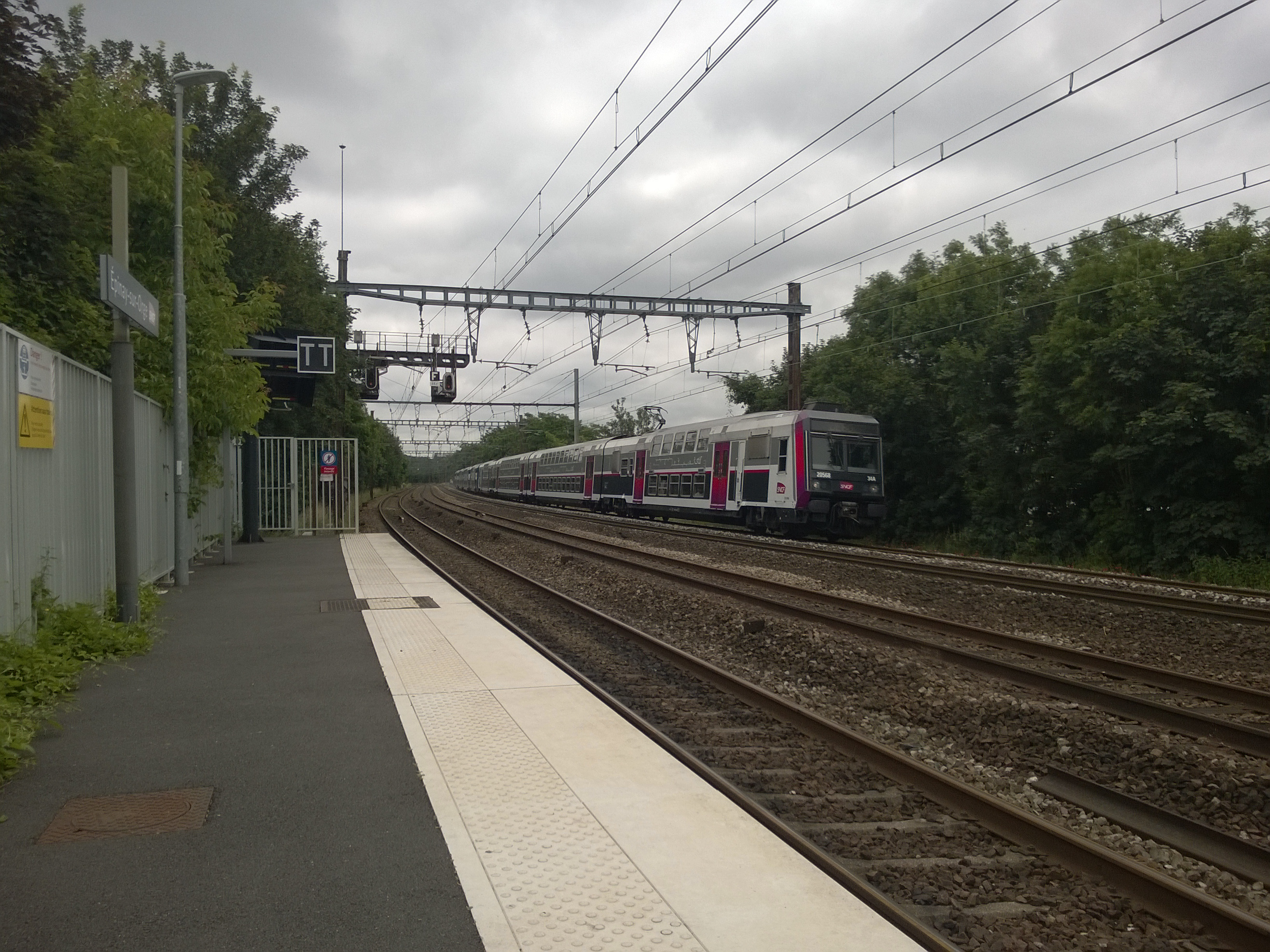
Unité multiple en approche du quai 2 bis.
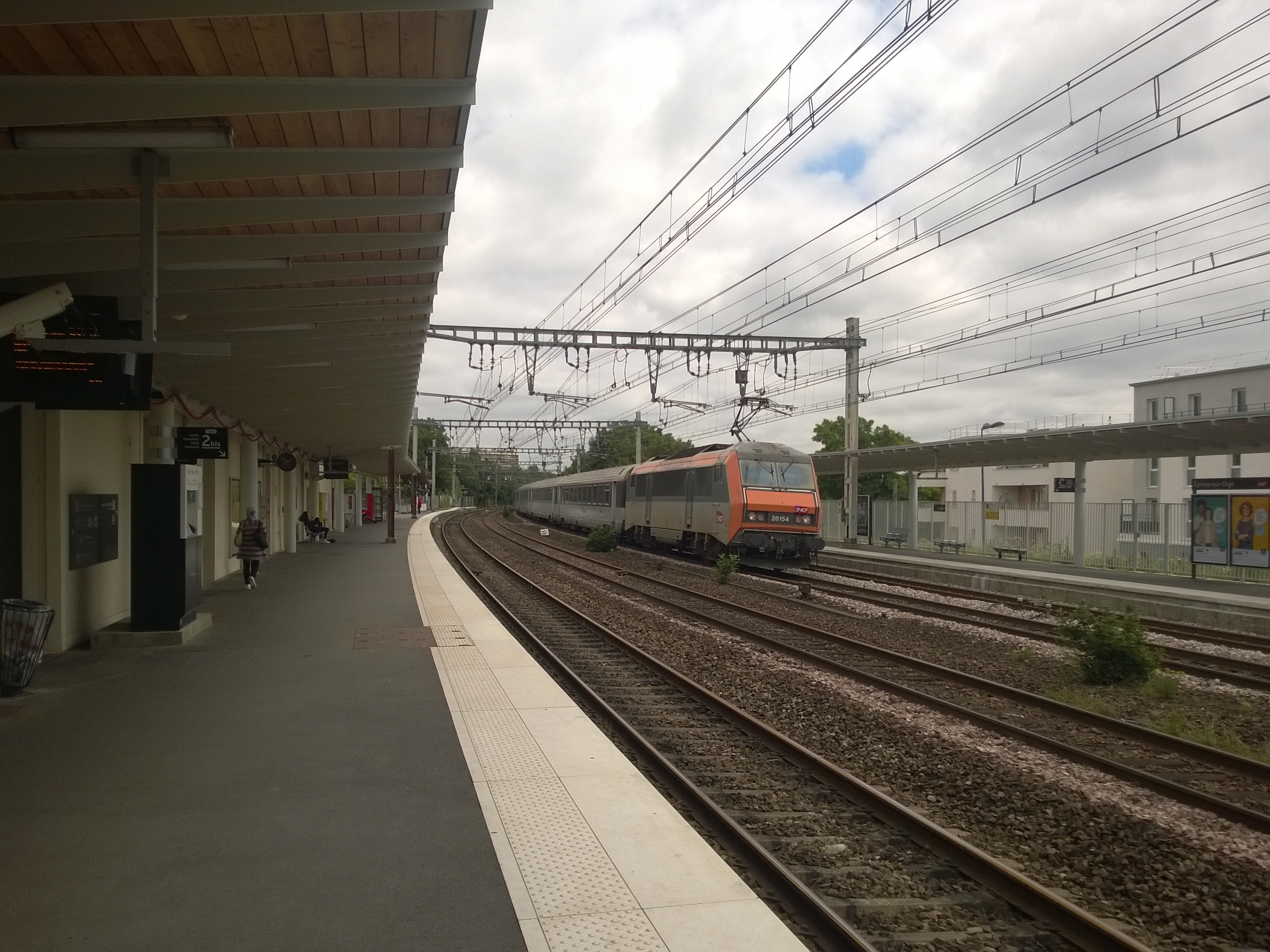
Train sans arrêt.

## Patrimoine ferroviaire
Les édifices d'origine de la gare sont toujours en service : le bâtiment voyageurs de 1843 et l'abri de quai de 1908, qui comporte une frise en mosaïque typique des édifices édifiés par la compagnie du PO lors de mise à quatre voies de la ligne.